# خط عرض 51° جنوب
خط عرض 51° جنوب هي إحدى دوائر العرض الجغرافية، وهي دوائر وهمية تحيط بالكرة الأرضية، وموازية لخط الاستواء، وتتميز هذه الدائرة بأن الأراضي الواقعة عليها تنتمي للمنطقة المعتدلة الباردة.

## حول العالم
خط عرض 51° جنوب يبدأ من خط الزوال الأولي ويتجه شرقا ويمر عبر:
| الإحداثيات                          | البلد أو الإقليم أو البحر | ملاحظات                                                      |
| ----------------------------------- | ------------------------- | ------------------------------------------------------------ |
| 51°0′S 0°0′E / 51.000°S 0.000°E     | المحيط الأطلسي            |                                                              |
| 51°0′S 20°0′E / 51.000°S 20.000°E   | المحيط الهندي             |                                                              |
| 51°0′S 147°0′E / 51.000°S 147.000°E | المحيط الهادئ             | مرورا بجنوب Adams Island، جزر أوكلاند, نيوزيلندا             |
| 51°0′S 75°5′W / 51.000°S 75.083°W   | تشيلي                     | Patagonic Archipelago و mainland                             |
| 51°0′S 72°15′W / 51.000°S 72.250°W  | الأرجنتين                 |                                                              |
| 51°0′S 69°9′W / 51.000°S 69.150°W   | المحيط الأطلسي            | مرورا بشمال the Jason Islands, جزر فوكلاند (تملكه الأرجنتين) |